# HOPE (遊佐未森のアルバム)
『HOPE』（ホープ）は、遊佐未森の4枚目のオリジナルアルバム。前作から1年後の1990年9月21日にエピックソニー から発売された（ESCB-1093）。初回限定盤（デジパック仕様）と通常盤が発売されたが、いずれも廃盤となっている。
2006年12月13日、にSony Music Directよりリマスター盤として再発売された（MHCL-886）。同日『瞳水晶』『ハルモニオデオン』もリマスター盤が再発売されている。

## 概要
サウンドプロデュースは、前作『ハルモニオデオン』、前々作『空耳の丘』に引き続き外間隆史と中原信雄が担当。前2作のコンセプトを引き継ぎ、歌詞カードには歌詞のほかに、遊佐未森のミニ写真集と外間隆史による童話が収録されている。
エピックソニーの音楽プロデューサー福岡智彦の指揮のもと、外間隆史が強く打ち出したコンセプトと、工藤順子が紡ぎ出す繊細な歌詞により、ファンタジー的な世界観を構築した初期代表作として『空耳の丘』『ハルモニオデオン』『HOPE』が「空耳三部作」と呼ばれることもある（「ソラミミ3部作」とカナ表記される場合もある）。
遊佐未森がファンであったバンド、SPLIT ENZ（スプリット・エンズ）の元メンバーらが制作に参加した。SPLIT ENZは、ニュージーランドで1972年から1984年まで活動したバンドで、ニュージーランドとオーストラリアでチャート1位を獲得したことがある。解散後に元メンバーが中心となってSchnell Fenster（シュネル・フェンスター）を結成した。Shnell Fensterは活動拠点をオーストラリアのメルボルンに移しており、本アルバムのレコーディングは一部メルボルンでも行われた。ちなみにSchnell Fensterも1992年に解散している。
真剣な面持ちで演奏する遊佐の表情を見て、フィリップ・ジャッドは「音楽はもっと楽しんで演奏するものだ」とアドバイスした。遊佐はそれをきっかけに、自身の中で音楽に対するアプローチが変わったという。
「Holiday Of Planet Earth」は、まず外間が曲の冒頭（いわゆる「Aメロ」）を作曲し、以降の作曲を中原に任せた、いわば連歌のような作品。遊佐は最後の部分のピアノソロを担当した。
先行シングルとして、1990年3月21日に『夏草の線路』が発売された。カップリング曲「真夜中のキリン」は収録されなかったが、ベストアルバム『桃と耳』に収録された。また1990年8月22日には『野の花』が先行シングルとして発売された。カップリング曲は「雨あがりの観覧車」。
1990年11月1日には『夢をみた』がシングルカットされた。カップリング曲は「君のてのひらから」。
1989年11月22日に発売された古賀森男とのデュエット・シングル『Silent Bells』は収録されなかったが、ベストアルバム『mimomemo the memorable songs of mimori yusa』に収録された。カップリング曲は『ハルモニオデオン』収録の「僕の森」と、「ハルモニオデオン [機械]」と「ハルモニオデオン [言葉]」を1曲にリミックスした「ハルモニオデオン [機械と言葉]」であるが、この「ハルモニオデオン」リミックスバージョンはアルバム未収録である。

## 収録曲
1. Forest Notes（作詞：工藤順子　作曲：外間隆史）
2. 雨あがりの観覧車（作詞：工藤順子　作曲：外間隆史）
「野の花」のカップリング曲。
3. いつの日も（作詞：井上妙　作曲：遊佐未森）
レコーディング中の仮タイトルは「spoon song」。スプーンを叩いているのはノエル・クロンビー。
4. 雪溶けの前に（作詞：工藤順子　作曲：中原信雄）
5. Holiday Of Planet Earth（作曲：外間隆史／中原信雄／遊佐未森）
6. 夢をみた（作詞：井上妙　作曲：外間隆史）
7. 午前10時午後3時（作詞：工藤順子　作曲：遊佐未森）
8. 君のてのひらから（作詞：遊佐未森　作曲：遊佐未森）
「夢をみた」のカップリング曲。
9. 夏草の線路（作詞：工藤順子　作曲：外間隆史）
10. Echo of Hope（作詞：外間隆史／フィリップ・ジャッド　作曲：フィリップ・ジャッド）
11. 野の花（作詞：工藤順子 作曲：外間隆史）

編曲は「Echo of Hope」以外すべて外間隆史と中原信雄。
「Echo of Hope」のみ外間隆史、フィリップ・ジャッド、中原信雄。

## 主な参加ミュージシャン
- 中原信雄(B)
- 青山純(Ds, Perc)
- 鶴来正基(Key)
- 佐橋佳幸(G)
- 土岐幸男(Programming)
- 外間隆史(Syn, Perc, G)
- 梅崎俊春(Programming)
- 矢口博康(Sax)
- 古賀森男(G)
- 松岡裕雅(Oboe)
- 松岡基樹(G)
- 高桑英世(flute, piccolo)
- スプリット・エンズ（英語: Split Enz）、シュネル・フェンスター（英語: Schnell Fenster）
  - フィリップ・ジャッド（英語: Phil Judd）(G)
  - ノエル・クロンビー（英語: Noel Crombie）(Ds, Spoons)
  - ティム・フィン（英語: Tim Finn）(Vo)
  - エディ・レイナー（英語: Eddie_Rayner）(Key)
  - ナイジェル・グリッグス（英語: Nigel Griggs）(B)
  - マイケル・デン・エルゼン（英語: Michal Den Elzen）(G)